# Dead Account
Dead Account (デッドアカウント Deddo Akaunto?) es una serie de manga japonesa escrita e ilustrada por Shizumu Watanabe. Inicialmente comenzó a serializarse en la revista de manga shōnen de Kōdansha, Weekly Shōnen Magazine, en enero de 2023. Luego se transfirió al sitio web Magazine Pocket en octubre de ese mismo año. Una adaptación de la serie al anime producida por SynergySP se estrenará en enero de 2026.

## Personajes
Sōji Enishiro (縁城蒼吏 Enishiro Sōji?)
 Seiyū: Nobuhiko Okamoto
Kukuru Kasubata (霞流括 Kasubata Kukuru?)
 Seiyū: Kōki Uchiyama
Kiyomi Urusugawa (漆栖川希詠 Urusugawa Kiyomi?)
 Seiyū: Fairouz Ai
Renri Hasumi (羽住蓮理 Hasumi Renri?)
 Seiyū: Natsuki Hanae
Hiyori Haijima (灰島ひより Haijima Hiyori?)
Seiyū: Machico
Naruhiko Emoto (柄本成彦 Emoto Maruhiko?)
 Seiyū: Ryōta Suzuki
Yoimaru Azaki (痣木宵丸 Azaki Yoimaru?)
 Seiyū: Takuya Satō

## Contenido de la obra

### Manga
Escrito e ilustrado por Shizumu Watanabe, Dead Account se serializó inicialmente en la revista de manga shōnen de Kōdansha, Weekly Shōnen Magazine, del 18 de enero al 6 de septiembre de 2023. Posteriormente fue transferido al sitio web Magazine Pocket el 7 de octubre de 2023. Sus capítulos individuales se han recopilado en once volúmenes tankōbon hasta la fecha.
Los capítulos de la serie se publican en inglés en la aplicación K Manga de Kōdansha.

#### Lista de volúmenes
| Volúmenes de manga publicados | Volúmenes de manga publicados | Volúmenes de manga publicados |
| Número                        | Fecha de lanzamiento          | ISBN                          |
| ----------------------------- | ----------------------------- | ----------------------------- |
| 1                             | 17 de abril de 2023           | ISBN 978-4-06-531266-7        |
| 2                             | 15 de junio de 2023           | ISBN 978-4-06-531886-7        |
| 3                             | 17 de agosto de 2023          | ISBN 978-4-06-532617-6        |
| 4                             | 17 de octubre de 2023         | ISBN 978-4-06-533159-0        |
| 5                             | 17 de enero de 2024           | ISBN 978-4-06-534181-0        |
| 6                             | 17 de abril de 2024           | ISBN 978-4-06-535190-1        |
| 7                             | 17 de julio de 2024           | ISBN 978-4-06-536122-1        |
| 8                             | 17 de octubre de 2024         | ISBN 978-4-06-537131-2        |
| 9                             | 17 de enero de 20255          | ISBN 978-4-06-537772-7        |
| 10                            | 17 de marzo de 2025           | ISBN 978-4-06-538716-0        |
| 11                            | 17 de junio de 2025           | ISBN 978-4-06-539767-1        |
| 12                            | 17 de octubre de 2025         | ISBN 978-4-06-541115-5        |

### Anime
El 13 de marzo de 2025, se anunció una adaptación de la serie al anime. La serie está producida por SynergySP y dirigida por Keiya Saitō, con Mitsutaka Hirota encargándose de la composición de la serie y música compuesta por Keiji Inai. Se estrenará en enero de 2026 en el bloque de programación IMAnimation de TV Asahi y sus filiales.